# Suécia
A Suécia (em sueco: Sverige;  PRONÚNCIA), oficialmente Reino da Suécia (em sueco: Konungariket Sverige;  PRONÚNCIA), é um país nórdico, situado no lado oriental da península Escandinava, localizada na Europa do Norte. Tem fronteiras terrestres com a Noruega, a norte e a oeste, e com a Finlândia, a norte e leste, sendo banhada pelo Mar Báltico a leste e a sul. Está separada da Dinamarca a sudoeste pelos estreitos de Öresund e Categate. Com uma área terrestre de 407 311 quilômetros quadrados, um comprimento de 1 572 km e uma largura de 499 km, a Suécia é o terceiro maior país da União Europeia em termos de superfície. É constituída por um terreno plano ou ondulado na sua parte sul, enquanto a parte norte apresenta uma planície costeira seguida de um interior acidentado culminando em alta montanha junto à fronteira com a Noruega.
Possui uma população total de 10 523 709 de habitantes (2023). Apresenta uma baixa densidade populacional, com cerca de 23 hab./km², mas conta, todavia, com uma densidade consideravelmente maior na metade sul do país. Cerca de 85% da população vive em áreas urbanas. A capital e maior cidade do país é Estocolmo (com uma população de 1,3 milhão na área urbana e de 2 milhões na área metropolitana), centro do poder político e econômico do país. É uma monarquia constitucional hereditária com um sistema parlamentar de governo, onde o monarca tem funções unicamente representativas e o primeiro-ministro é o chefe de governo.
Tem uma economia altamente desenvolvida e diversificada, largamente baseada hoje em dia em serviços. O país ocupa o quarto lugar do mundo no Índice de democracia, depois da Islândia, da Dinamarca e da Noruega, segundo a prestigiada revista inglesa The Economist. O país ainda é considerado um dos mais socialmente justos da atualidade, apresentando um dos mais baixos níveis de desigualdade de renda do mundo. A Suécia é membro fundador da Organização das Nações Unidas, da União Europeia desde 1 de janeiro de 1995, e da OCDE. Isso se reflete no fato da Suécia estar, desde que a ONU começou a calcular o IDHAD (Índice de Desenvolvimento Humano Ajustado à Desigualdade) de seus membros, entre os mais bem colocados países do mundo de acordo com esse indicador.
A Suécia emergiu como um país independente e unificado durante a Idade Média.

No século XVII o país expandiu seus territórios para formar o Império Sueco. A maior parte dos territórios conquistados fora da península Escandinava foram perdidos durante os séculos XVIII e XIX. A metade oriental da Suécia, o que hoje é a Finlândia, foi perdida para a Rússia em 1809. A última guerra na qual a Suécia esteve diretamente envolvida foi em 1814, quando forçou por meios militares a Noruega a se juntar ao país e criar os Reinos Unidos da Suécia e Noruega, uma união que durou até 1905. Desde então, a Suécia viveu em paz, com a adoção de uma política externa de "não alinhamento em tempo de paz" e de "neutralidade em tempo de guerra", até aderir em 2024 à Organização do Tratado do Atlântico Norte, na sequência da invasão da Ucrânia pela Rússia em 2022.

## História

### Pré-história

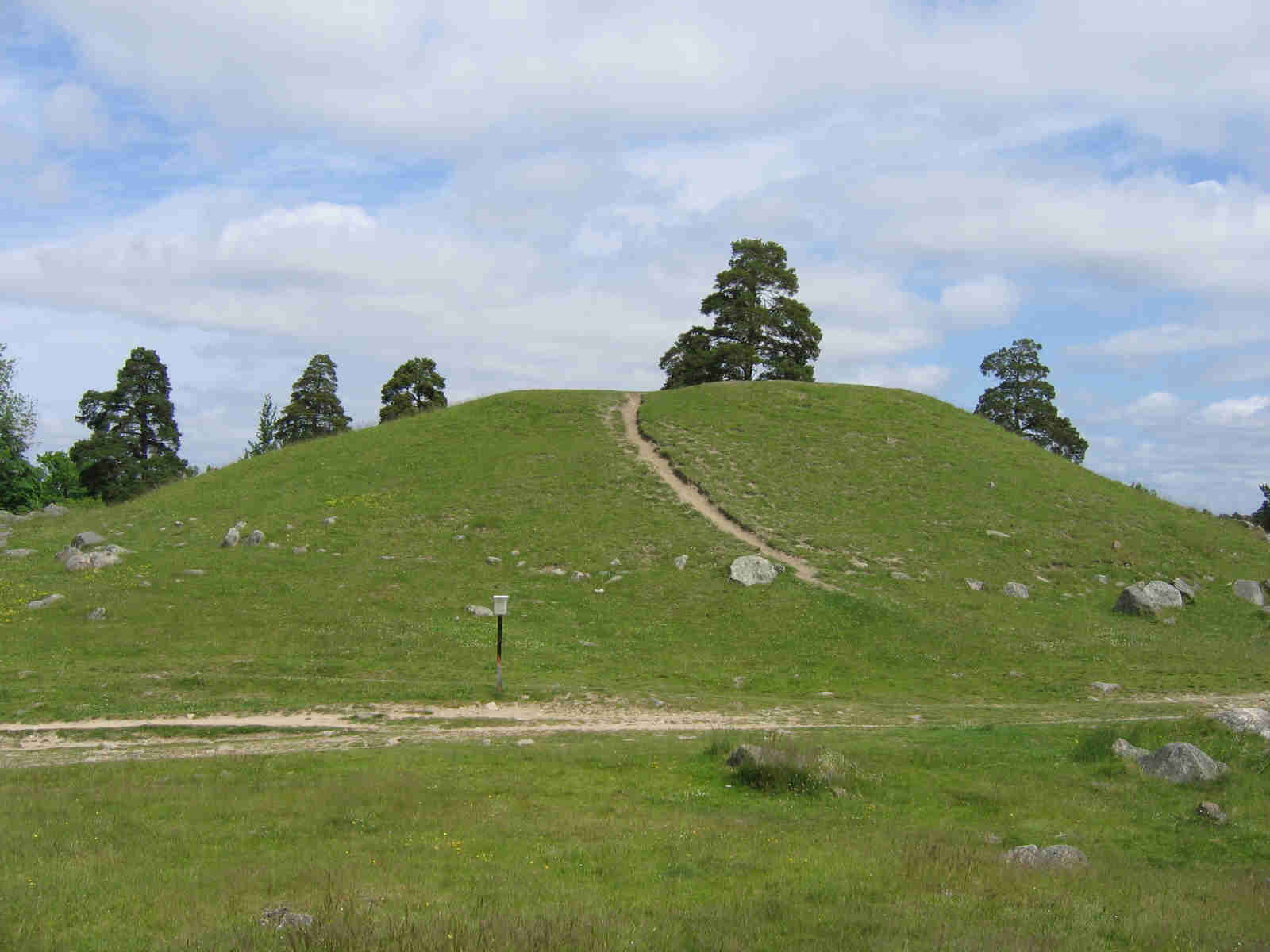
O alto do rei Björn (Hågahögen)
Monte funerário, perto da atual cidade de Uppsala, datado séc. XI a.C.

Descobertas arqueológicas comprovam que a área hoje compreendida como Suécia já era povoada durante a Idade da Pedra, quando o gelo resultante da última glaciação recuou. Aparentemente, os primeiros habitantes eram povos caçadores e coletores que viviam da pesca no mar Báltico.
Algumas evidências apontam que o sul da Suécia era densamente povoado durante a Idade do Bronze, pois foram encontradas ruínas de grandes comunidades comerciais.

### Formação e expansão

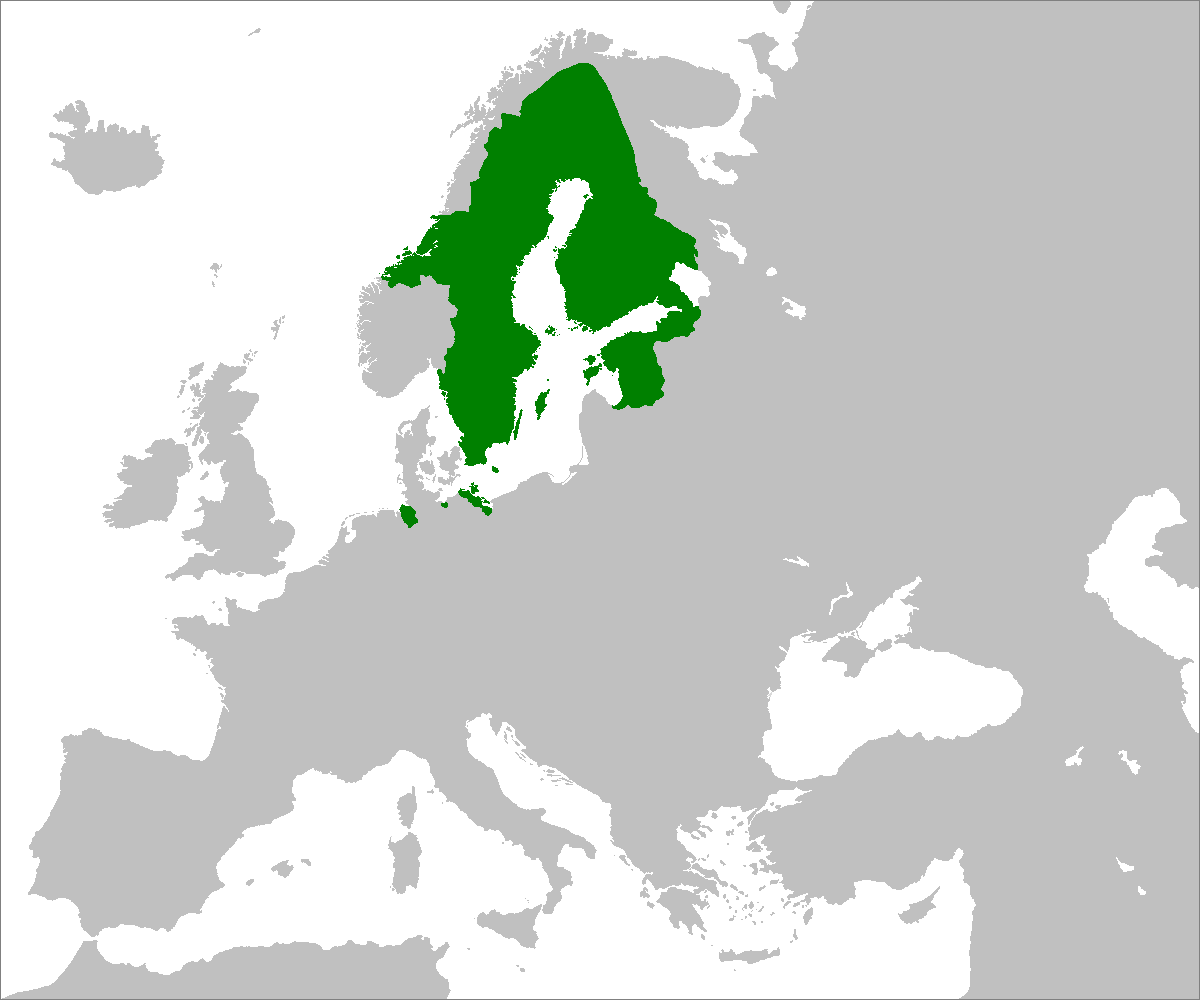
Império Sueco (1611–1728)

Durante os séculos IX e XI, a Era Viking marcou a Suécia, com a expansão do comércio local e internacional, a consolidação do poder local e regional, a cristianização e a europeização do país. O núcleo do futuro reino da Suécia, estava na Uppland, onde surgiram as primeiras cidades em Uppsala, Birka e Sigtuna. A expansão comercial e guerreira dos Vikings desse núcleo inicial dirigiu-se em primeiro lugar para o oriente, na direção dos países bálticos, Rússia e do mar Negro.
Em 1389, os três estados escandinavos (Noruega, Suécia e Dinamarca) estavam unidos sob um único monarca. A União de Kalmar começou como uma união pessoal, não política e quando, no século XV, se tentou centralizar o poder no rei dinamarquês, a Suécia resistiu chegando mesmo a uma rebelião armada.                                                                                                                                                               A Suécia separou-se em 1523, quando Gustavo Eriksson, conhecido mais tarde por Gustavo Vasa, liderou a rebelião contra a União de Kalmar e restabeleceu a independência da Coroa Sueca.
No século XVII viu-se a Suécia tornar-se uma das principais potências europeias, devido ao sucesso da participação na Guerra dos 30 anos, iniciada pelo rei Gustavo Adolfo II. Esta posição iria desmoronar-se no século XVIII, quando a Rússia conquistou os reinos da Europa do norte na Grande Guerra do Norte e, finalmente, quando em 1809 houve a separação da parte oriental da Suécia, criando-se assim a Finlândia, como um grão-ducado russo.

### Era contemporânea

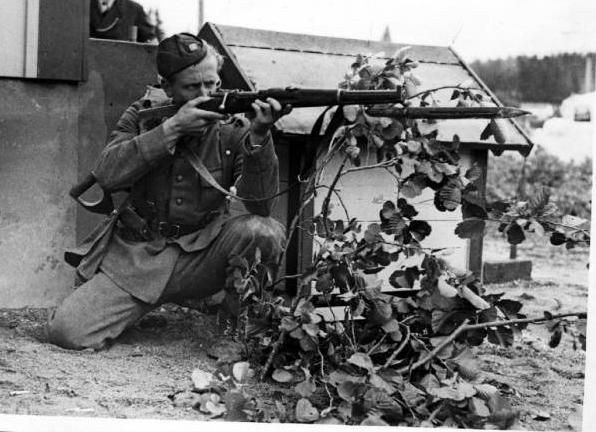
Soldado sueco durante a Segunda Guerra Mundial

Em 1814, a Suécia esteve envolvida na sua última guerra, quando desencadeou a Campanha Contra a Noruega, pela qual estabeleceu uma união pessoal dos reinos separados da Suécia e Noruega, com a designação de Reinos Unidos da Suécia e Noruega. Em 1818, o antigo marechal francês Jean Baptiste Bernadotte foi proclamado rei da Suécia com o nome Karl Johan, iniciando assim a dinastia atual que ainda rege a Suécia. A união Suécia-Noruega acabou por ser dissolvida pacificamente em 1905, e desde então a Suécia tem vivido sem envolvimento em conflitos armados.
O país manteve a neutralidade durante a Primeira e a Segunda Guerra Mundial (com uma pequena exceção da Guerra de Inverno na Finlândia). Durante a Guerra Fria e após a dissolução da União Soviética, continuou a não se posicionar, só abandonando a neutralidade após se ter convertido em 2024 no 32º membro da OTAN / NATO, na sequência da invasão russa da Ucrânia em 2022.
Já perto dos nossos dias, a Suécia começou a construir uma democracia liberal moderna. O parlamento foi democratizado em 1866. O voto universal foi concedido aos homens em 1909 e às mulheres em 1921. A partir dos anos 40, a economia entrou em poderoso desenvolvimento. Na década de 90 uma crise económica atingiu o país, seguida de um período de recuperação nos começos do século XXI.

### História recente
O estouro da bolha imobiliária causada pela oferta excessiva de crédito, combinados com uma recessão internacional e uma mudança das políticas de antidesemprego às de políticas anti-inflacionárias resultaram em uma crise fiscal no início dos anos 1990. O PIB da Suécia diminuiu cerca de 5%. Em 1992, houve uma desvalorização da moeda.
A resposta do governo foi cortar gastos e instituir uma série de reformas para melhorar a competitividade da Suécia, entre elas a redução do Estado de bem-estar social e a privatização dos serviços e bens públicos. Grande parte do poder político promoveu a adesão à União Europeia e um referendo aprovou a adesão à UE, com 52% de votos favoráveis, em 13 de novembro de 1994. A Suécia aderiu à União Europeia em 1 de janeiro de 1995.
Até recentemente, a Suécia continuou a ser um país não alinhado militarmente, ainda que participando de alguns exercícios militares conjuntos com a OTAN e alguns outros países, além de uma ampla cooperação com outros países europeus na área da tecnologia de defesa e da indústria de defesa. As empresas suecas exportam armas que foram usadas pelos militares dos Estados Unidos no Iraque. A Suécia também tem uma longa história de participação em operações militares internacionais, incluindo, mais recentemente, o Afeganistão, onde tropas suecas estavam sob comando da OTAN, e nas operações de paz patrocinadas pela UE no protetorado da ONU no Kosovo, Bósnia e Herzegovina e Chipre. A Suécia teve a presidência da União Europeia entre 1 de julho a 31 de dezembro de 2009.
Em 2024 se tornou o 32º membro da OTAN.

## Geografia

Os climas da Suécia (segundo a classificação de Köppen)

O aspeto geral do país é caracterizado por um terreno plano ou ondulado na sua parte sul, apresentando a parte norte uma planície costeira seguida de um interior acidentado culminando em alta montanha junto à fronteira com a Noruega.
Apesar da sua latitude setentrional, grande parte da Suécia beneficia de um clima temperado, principalmente devido à influência da corrente do Golfo. No sul da Suécia, árvores de folha larga são prolíficas, e no norte são os pinheiros e os vidoeiros que dominam a paisagem. Nas montanhas do norte da Suécia, predomina um clima subártico. A norte do Círculo Polar Ártico, o Sol nunca se põe durante o verão, e no inverno a noite não tem fim.
A leste da Suécia, estendem-se o mar Báltico e o golfo de Bótnia, o que dá ao país uma longa linha de costa e contribui para suavizar ainda mais o clima. A oeste ergue-se a cadeia montanhosa da Escandinávia, que separa a Suécia da Noruega.
A parte sul do país é em boa parte ocupada pela agricultura, com as florestas cobrindo uma percentagem maior do terreno à medida que se avança para o norte. A densidade populacional também é mais elevada no sul da Suécia, com centros no vale do Mälaren e na região de Öresund. Gotlândia e Olândia são as duas maiores ilhas da Suécia. A Suécia é geralmente plana a sul e leste, e o seu ponto mais alto é o monte Kebnekaise, no município de Kiruna (2 117 m de altitude).

### Clima
A maior parte da Suécia tem um clima temperado, apesar de sua latitude norte, com quatro estações distintas e temperaturas amenas durante todo o ano. O país pode ser dividido em três tipos de clima; a parte mais ao sul tem um clima oceânico, a parte central tem um clima continental úmido e a parte norte tem um clima sub-ártico. No entanto, a Suécia é muito mais quente e seca do que outros lugares situados em uma latitude similar, e até mesmo um pouco mais ao sul, principalmente devido à Corrente do Golfo. Por exemplo, a Suécia central e meridional tem invernos muito mais quentes do que muitas partes da Rússia, Canadá e norte dos Estados Unidos. Por causa de sua alta latitude, a duração do dia varia muito. No norte do Círculo Polar Ártico, o sol nunca se põe em parte de cada verão e ele nunca nasce em parte de cada inverno. Na capital, Estocolmo, o dia dura mais de dezoito horas no final de junho, mas apenas cerca de seis horas no final de dezembro. A Suécia recebe entre 1,1 mil a 1,9 mil horas de sol a cada ano.
As temperaturas variam de norte a sul. As partes sul e central do país possuem verões quentes e invernos frios, com temperaturas médias elevadas de 20 a 25 °C e baixas de 12 a 15 °C no verão e temperatura média de -4 a 2 °C no inverno, enquanto a parte norte do país tem verões mais curtos e frios e invernos mais longos, mais frios e com neve, com temperaturas que, muitas vezes abaixo de zero de setembro a maio. Ocasionais ondas de calor podem ocorrer algumas vezes por ano e temperaturas acima de 30 °C ocorrem em vários dias durante o Verão, por vezes mesmo no norte. A temperatura mais alta já registrada na Suécia foi de 38 °C em Malilla em 1947, enquanto a temperatura mais baixa já registrada foi de -52,6 °C em Vuoggatjålme em 1966.
Em média, a maior parte da Suécia recebe entre 500 e 800 mm (20 e 31) de precipitação por ano, tornando-se consideravelmente mais seca do que a média global. A parte sudoeste do país recebe mais precipitação, entre mil e 1,2 mil mm e algumas zonas de montanha no norte do país estão estimadas para receber até 2 mil mm. A neve ocorre principalmente entre dezembro e março no sul da Suécia, de novembro até abril no centro da Suécia e de outubro a maio no norte da Suécia. Apesar do norte, sul e centro da Suécia tenderem a ser praticamente livres de neve em alguns invernos.

### Flora e fauna
Como o clima, a flora e fauna do país variam de acordo com a região. Do sul ao norte, pode-se considerar que na Suécia existem quatro ecorregiões: floresta mista do báltico, floresta sarmática mista, prado e floresta de vidoeiro montano da Escandinávia e taiga escandinava e russa. Isso produz uma variação entre a vida selvagem das três regiões: na Svealand, as plantas coníferas são comuns, enquanto na Götaland as plantas decíduas são as predominantes. Em geral, as espécies de plantas mais comuns no país incluem faia, carvalho, tília, freixo, bordo, olmo e várias espécies de orquídeas.
Da mesma forma, a fauna que habita o território nacional é distribuída de acordo com as condições geográficas e climáticas de cada região. O urso, o lince, o lobo, o veado, o alce, as raposas e várias espécies de roedores podem ser considerados os animais mais comuns na Suécia. Aves como o galo-lira, a galinhola perdiz, a perdiz, os patos e cisnes habitam a maior parte do território sueco. Os lagos e costas do país são os principais habitats de muitas espécies de peixes, dentre as quais destacam-se bacalhau, cavala, salmão, lúcios e arenques europeus. A disponibilidade de peixe, bem como o clima do país, resulta em uma culinária local baseada fortemente em alimentos marinhos.

## Demografia

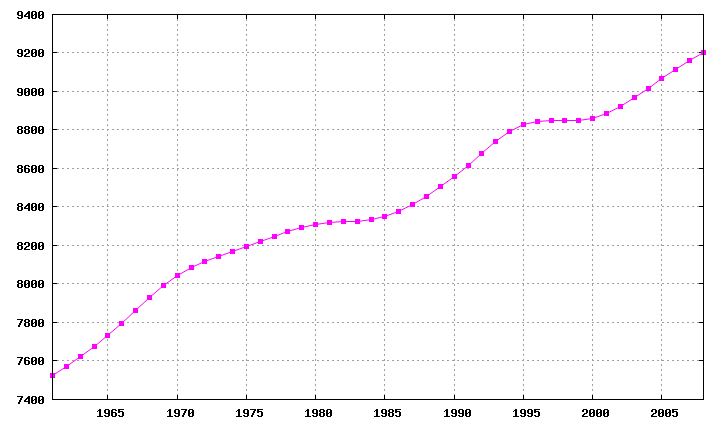
Evolução demográfica da população sueca entre 1965 e 2005

Em 2023, a população total estimada da Suécia era de 10,5 milhões de habitantes. Na década de 2010, o crescimento populacional tem sido da ordem de 1% anualmente, sobretudo devido à imigração, e também como resultado da alta taxa de fertilidade das mulheres suecas e da alta esperança de vida de seus habitantes.
A densidade populacional é de apenas 20,6 habitantes por km² e é substancialmente mais elevada no sul do que no norte. Cerca de 85% da população vive em áreas urbanas. A capital, Estocolmo, possui uma população de aproximadamente 800 000 (com 1,3 milhão na área urbana e 2 milhões na área metropolitana). A segunda e terceira maiores cidades são Gotemburgo e Malmö.
O maior grupo étnico no país são os suecos. Além dos suecos, os finlandeses representam a principal minoria étnica na Suécia, especialmente próximo à fronteira com a Finlândia. Outra importante minoria étnica são os lapões. Em 2017, dos 9,9 milhões de habitantes, perto de 3,1 milhão (ou 31,5%), tem alguma ancestralidade estrangeira (definida como tendo pelo menos um dos seus pais nascidos fora do país).
O sueco é, desde julho de 2009, o idioma oficial da Suécia, sendo a língua falada pela maioria da população. As línguas lapônicas, finlandesa, iídiche, romani e meänkieli são oficiais em algumas regiões do país, sendo usadas principalmente por grupos étnicos minoritários.

### Religião

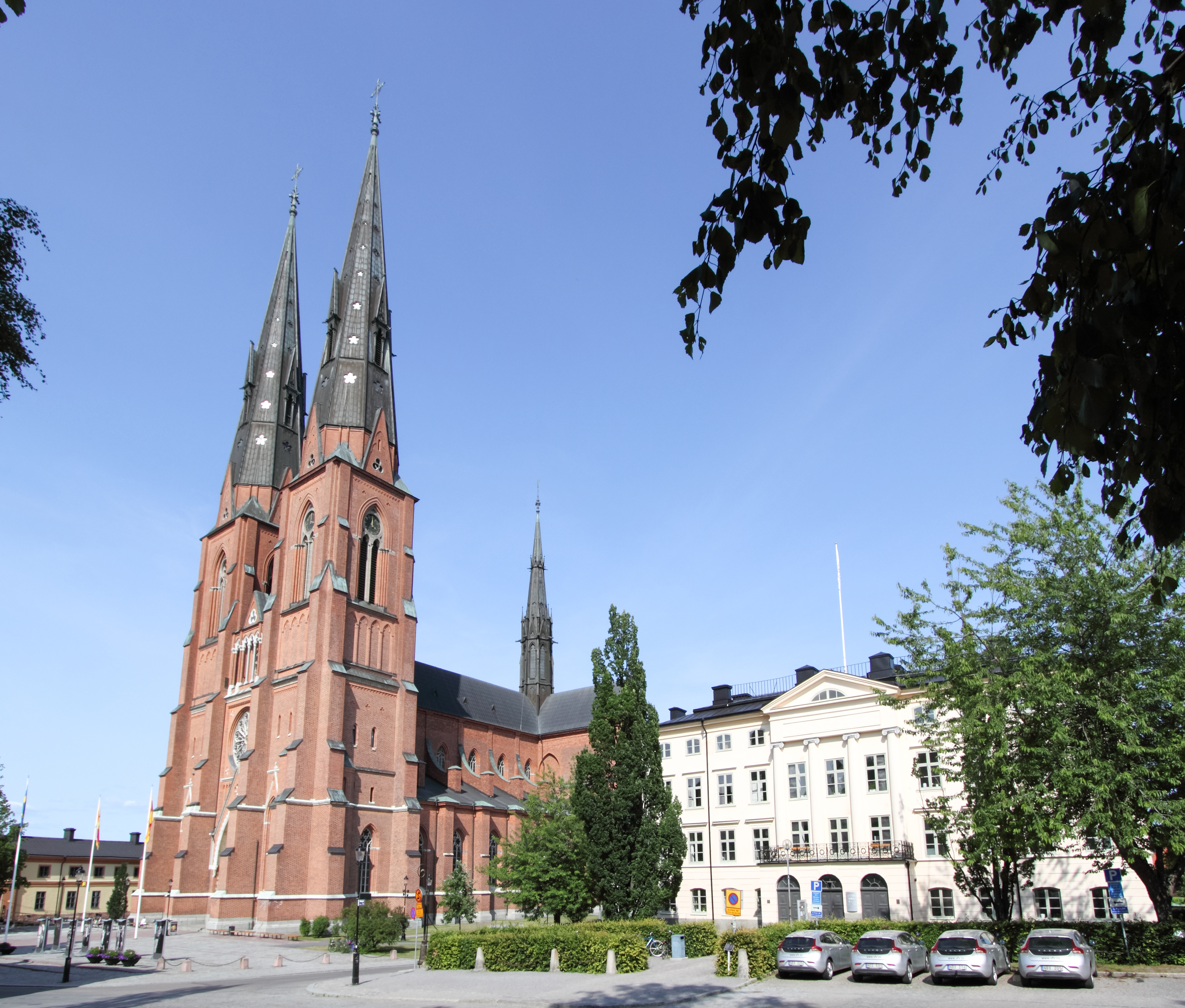
Catedral de Uppsala

A Suécia é um dos países com mais luteranos no mundo. De acordo com pesquisa de 2010 do Eurobarometer, cerca de 28% da população sueca acredita na existência de Deus. Cerca de 45% dos suecos acreditam na existência de algum tipo de espírito ou deus, ao passo que 27% não acredita que exista qualquer tipo de espírito, deus, ou força vital. Uma pesquisa constatou que 30% dos membros da Igreja da Suécia realmente acreditam em Jesus Cristo, ao passo que 15% identificam-se como ateus, e um quarto como agnósticos. Menos de 4% dos membros da Igreja da Suécia frequentam o culto ao menos uma vez na semana e somente 2% são participantes regulares. Cerca de 40% dos membros da Igreja vão aos serviços de páscoa, natal e outras festividades cristãs.
Apesar da descrença generalizada na existência de algum deus, muitos suecos permanecem sendo membros da Igreja da Suécia, mesmo tendo que pagar uma taxa de filiação, e muitos ainda se identificam como "cristãos", mais por razões culturais do que propriamente pela fé, e por questões familiares.
Até 1 de janeiro de 2000, a Igreja foi parte do Estado na Suécia, por isso, até essa data, todos os suecos eram considerados membros da igreja luterana oficial. Em 2018, cerca de 57,7% da população do país, oficialmente, ainda pertencia a Igreja Luterana Sueca, uma igreja luterana com adaptações suecas. A religião na Suécia é absolutamente livre e de o ensino de religião (todas) nas escolas ser obrigatório. Os católicos representam cerca de 1,9% e os pentecostais, cerca de 1%. Outras religiões (islamismo, judaísmo, igreja ortodoxa e outras), somadas, dão cerca de 11%. A maioria dos suecos são batizados, crismados e casados na Igreja luterana.
O santo padroeiro da Suécia é o lendário rei Santo Érico, seu dia é comemorado em 18 de maio.

### Idiomas
A língua oficial da Suécia é o sueco, uma língua germânica setentrional relacionada e muito semelhante ao dinamarquês e ao norueguês, mas diferente destes na pronúncia e na ortografia. Os noruegueses têm pouca dificuldade em compreender os suecos e os dinamarqueses também podem compreendê-los, com dificuldade um pouco maior do que a dos noruegueses. Os dialetos falados na Escânia, a maior parte do sul do país, são influenciados pelo dinamarquês porque a região, tradicionalmente, era uma parte da Dinamarca e, hoje, é situada perto desse país. Os sueco-finlandeses são a maior minoria linguística da Suécia, compreendendo cerca de cinco por cento da população do país, sendo o finlandês reconhecido como uma língua minoritária.
Além do finlandês, quatro outras línguas minoritárias também são reconhecidas: meänkieli, lapão, romani e iídiche. O sueco tornou-se a língua oficial da Suécia em 1 de julho de 2009, quando uma nova lei sobre linguagem foi implementada. A questão do sueco ser declarado o idioma oficial tem sido levantada há vários anos e o parlamento votou o assunto em 2005, mas a proposta por pouco não foi aprovada.
Em graus variados, dependendo, em grande parte, da frequência de interação com o inglês, a maioria dos suecos, especialmente os nascidos após a Segunda Guerra Mundial, compreendem e falam o inglês, devido às ligações de comércio, à popularidade das viagens ao exterior, à forte influência anglo-estadunidense, à tradição da legendagem em vez da dublagem dos programas de televisão e filmes estrangeiros e à semelhança relativa das duas línguas, a qual torna o aprendizado do inglês mais fácil. O inglês tornou-se uma disciplina obrigatória para alunos do ensino secundário que estudavam ciências naturais em 1849 e tem sido uma matéria obrigatória para todos os estudantes suecos desde 1940.

## Política

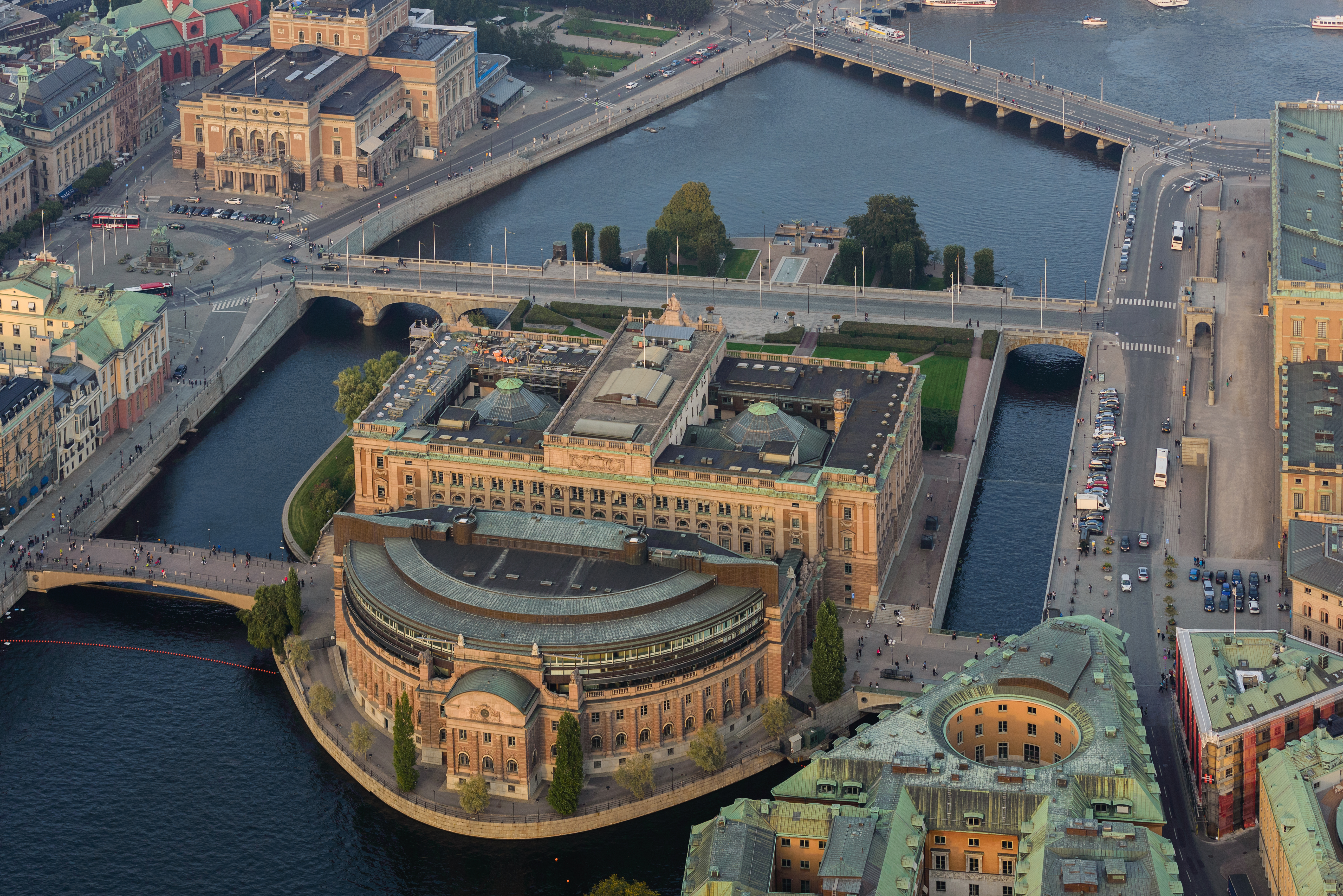
Ilha Helgeandsholmen no centro de Estocolmo, com o edifício sede do Parlamento da Suécia

A Suécia é uma monarquia constitucional, onde o rei Carlos XVI Gustavo da Suécia é o chefe de Estado, porém com poderes limitados a funções oficiais e cerimoniais. A Economist Intelligence Unit, embora reconhecendo que a democracia é algo complexo de ser medido, classificou a Suécia no primeiro lugar do Índice de Democracia, entre 167 países. O principal órgão legislativo da nação é o Riksdagen (Parlamento da Suécia), com 349 membros que escolhem o primeiro-ministro do país. As eleições legislativas são realizadas a cada quatro anos, no terceiro domingo de setembro.
Constitucionalmente, o Riksdagen (Parlamento) detém a autoridade suprema na Suécia moderna. O Riksdagen é responsável pela escolha do primeiro-ministro, que depois designa o governo (ministros). O poder legislativo é exercido apenas pelo Riksdagen. O poder executivo é exercido pelo governo, enquanto o judiciário é independente. A Suécia não tem controle de constitucionalidade. Atos dos decretos do parlamento e do governo podem ser inaplicáveis a todos os níveis se forem manifestamente contra a lei constitucional. No entanto, devido às restrições a esta forma de controle de constitucionalidade e de um judiciário fraco, teve poucas consequências práticas.

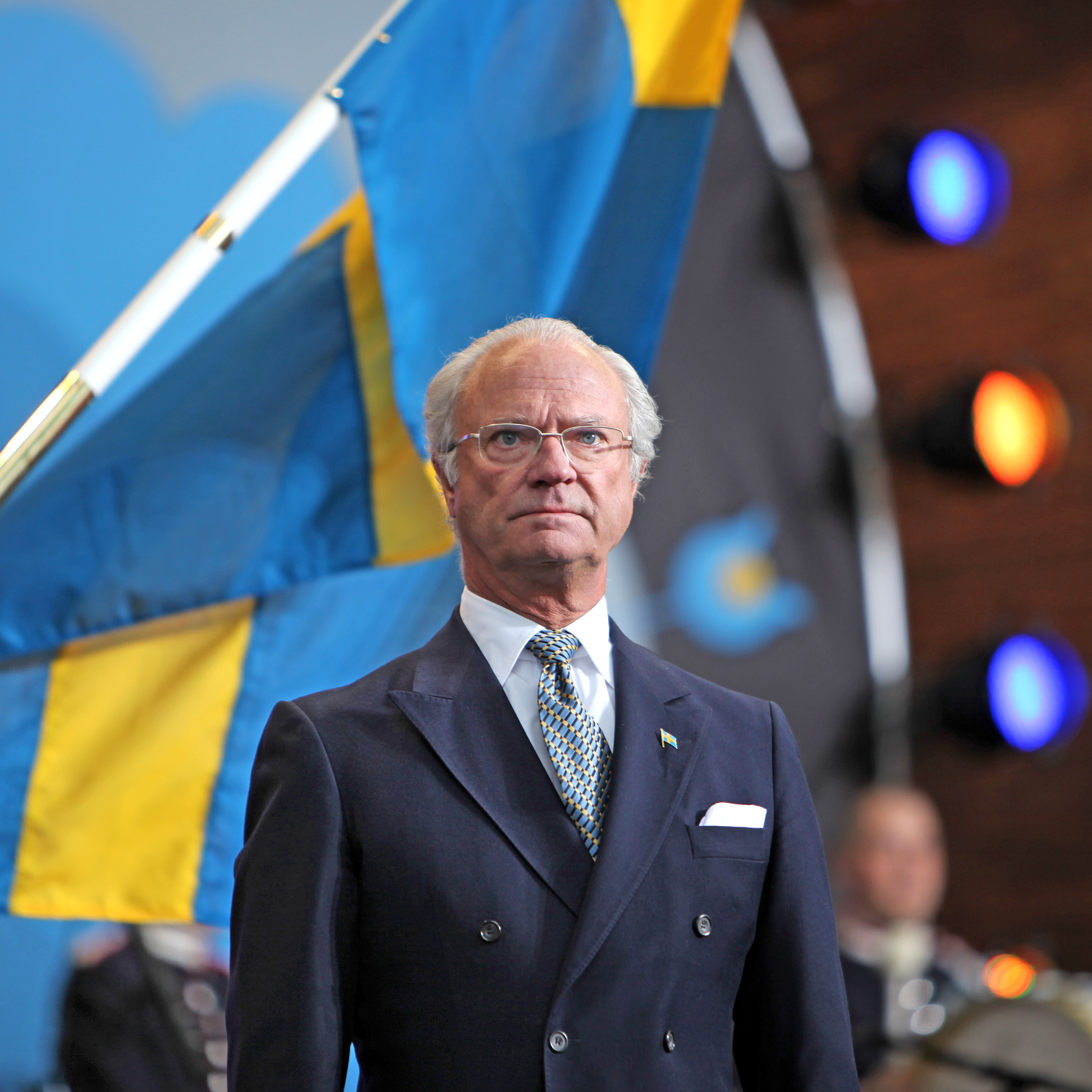
, o Rei da Suécia desde 1973

O Partido Operário Social-Democrata da Suécia tem desempenhado um papel de liderança política desde 1917, depois dos reformistas confirmarem a sua força e dos revolucionários abandonarem o partido. Após 1932, os gabinetes foram dominados pelos social-democratas. Apenas quatro eleições gerais (1976, 1979, 1991 e 2006) deram cadeiras suficientes no Parlamento ao bloco de centro-direita para formar um governo. No entanto, o fraco desempenho econômico desde o início da década de 1970 e, especialmente, na crise no início dos anos 1990, forçaram a Suécia a reformar seu sistema político para se tornar mais parecido com o de outros países europeus.
Na eleição geral de 2006 o Partido Moderado, aliado ao Partido do Centro, Partido Popular e aos Democratas Cristãos, com uma plataforma política comum, ganhou a maioria dos votos. Juntos, eles formaram um governo de maioria, sob a liderança do líder do Partido Moderado, Fredrik Reinfeldt. A eleição em setembro 2010 viu a primeira penetração dos Democratas Suecos no Riksdagen. Nesta eleição os Moderados ganharam pelo menos 10 assentos, mas os outros partidos no bloco conservador recuaram, como também aconteceu com os social-democratas, perdendo 17 cadeiras. Tanto o Bloco Conservador e do Bloco Socialista recusaram-se a formar uma coalizão, incluindo os Democratas da Suécia.
O comparecimento nas eleições suecas sempre foi alto em comparação com outros países, embora tenha diminuído nas últimas décadas e atualmente esteja em torno de 80% (80,11 em 2002 e 81,99% em 2006). Os políticos suecos gozavam de um elevado grau de confiança dos cidadãos na década de 1960, mas, desde então, isso tem diminuído de forma constante e o país tem um nível muito baixo de confiança em relação aos seus vizinhos escandinavos.
Alguns políticos suecos se tornaram conhecidos em todo o mundo, como Raoul Wallenberg, Folke Bernadotte, o ex-Secretário Geral das Nações Unidas Dag Hammarskjöld, o ex-primeiro-ministro Olof Palme, o ex-primeiro-ministro e ministro das Relações Exteriores Carl Bildt, ex-Presidente da Assembleia Geral das Nações Unidas Jan Eliasson, e o ex-inspetor do Iraque da Agência Internacional de Energia Atômica Hans Blix.

### Forças Armadas

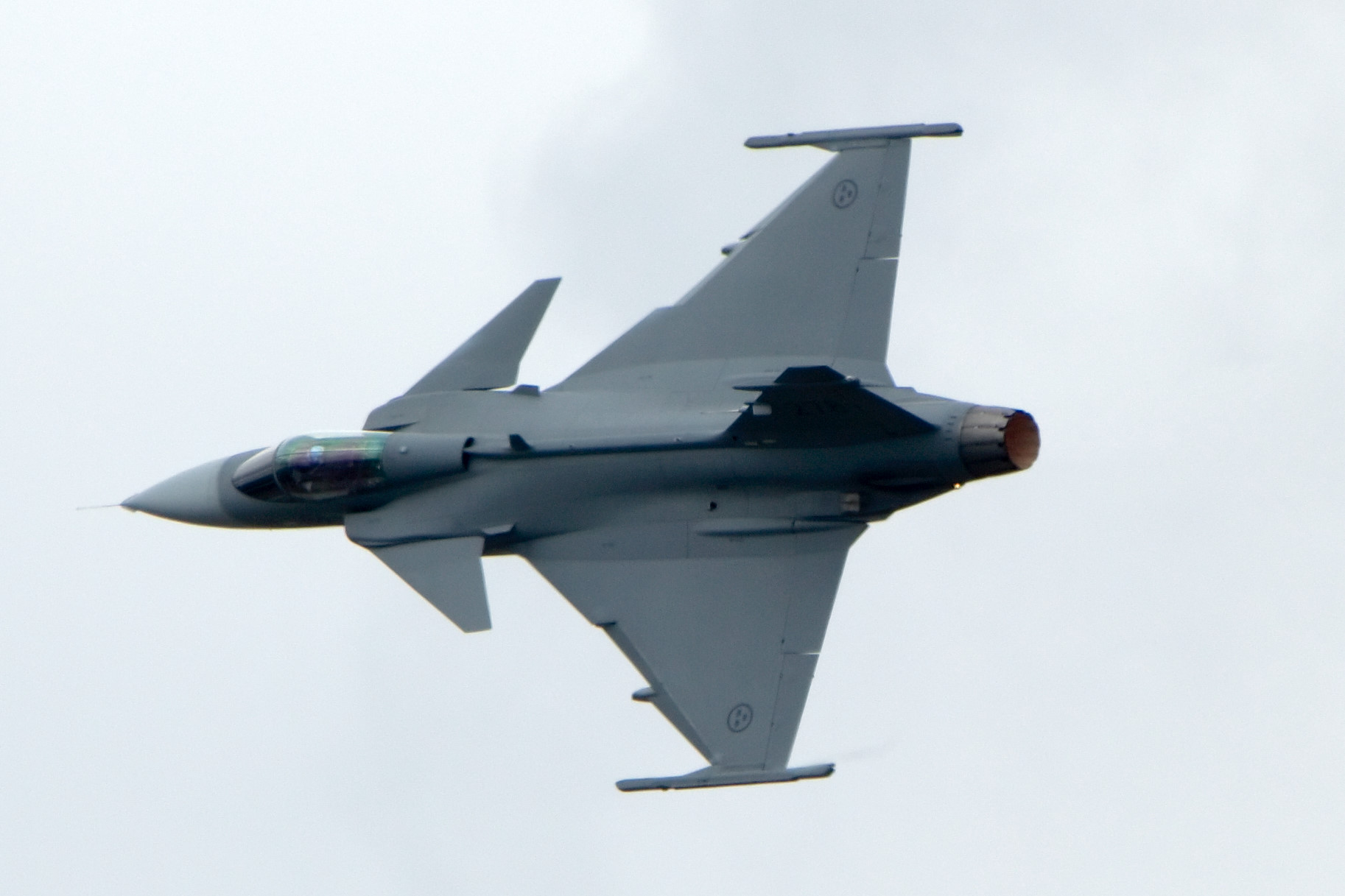
Um caça JAS 39 Gripen da força aérea sueca

A Försvarsmakten (Forças Armadas da Suécia) são a principal força de defesa da Suécia e responsáveis por operações de segurança nacional (sob controle do ministério da defesa). Sua função primária atual é preparar pessoal para missões de paz no exterior, ao mesmo tempo que se mantém pronta para defender o país em caso de guerra. Seus três braços são o exército, a força aérea e a marinha. De jure, o Comandante em chefe das forças armadas é o Rei, porém o de facto controle esta nas mãos do Parlamento, do ministério da defesa e do Comandante Supremo (Överbefälhavaren, o comandante com a patente mais alta a mais tempo em serviço).
Apesar da neutralidade durante a guerra fria, as forças armadas do país mantinham a conscrição (alistamento obrigatório) para todos os homens em idade de serviço. Em 2010, a conscrição em tempos de paz foi abolida. Como resultado, o número de recrutas masculinos caiu consideravelmente, enquanto o de mulheres cresceu ligeiramente. O recrutamento tem procurado pessoas com vocação militar, em vez daqueles que são somente aptos fisicamente. Por lei, todos os militares que servem no exterior têm que ser voluntários. Em 1975 havia cerca de 45 000 conscritos. Em 2003 o número já havia caído para menos de 15 000.
Nos dias atuais, as forças armadas da Suécia são formadas apenas por voluntários. No exterior, possui missões na República Democrática do Congo, Chipre, Bósnia e Herzegovina, Kosovo, Libéria, Líbano, Afeganistão e Chade.
Atualmente, a capacidade defensiva das forças armadas do país é considerada baixa. Apesar da forte indústria bélica nacional, a pouca quantidade de recrutas faz com que não haja pessoal suficiente para suprir as necessidades de defesa. Planos para expandir o exército estão em andamento mas esbarram em questões políticas e falta de verbas. Para tentar dar a volta por cima disso, a Suécia tem tentado expandir seus laços com a OTAN, a União Europeia e os vizinhos escandinavos. Em 2024, a Suécia, após um processo de quase dois anos, formalmente entrou para a OTAN, como resposta a invasão russa da Ucrânia.

### Cooperação internacional
A Suécia é bastante ativa em matéria de cooperação internacional, sendo membro participante de organizações como a Organização para a Cooperação e Desenvolvimento Económico, a UE, o Conselho Ártico, o Conselho da Europa, a Organização das Nações Unidas, o Fundo Monetário Internacional, a Organização para a Segurança e Cooperação na Europa, a Organização do Tratado do Atlântico Norte, o Conselho de Segurança das Nações Unidas, o Banco Mundial, a Organização Mundial do Comércio e a Corte Penal Internacional.

## Subdivisões

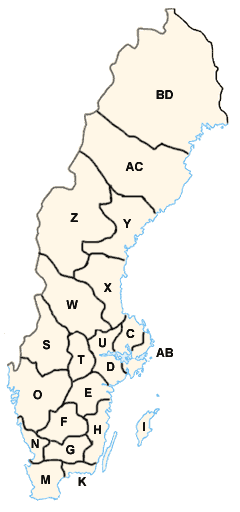
As subdivisões da Suécia

Tradicionalmente a Suécia está dividida em três grandes regiões históricas (landsdel): a Gotalândia, ao sul, englobando a cidade de Gotemburgo, a Svealand, na parte central, que engloba Estocolmo e a Norlândia, que fica ao norte. Essas três partes estão subdivididas em 25 províncias tradicionais chamadas landskap (províncias históricas). Estas landskap não possuem funções administrativas, nem significado político, mas estão diariamente presentes nos mais variados contextos, como por exemplo em nomes de jornais, em nomes de empresas, e em nomes de instituições políticas e sindicais.
Atualmente, a Suécia está dividida em 21 subdivisões político-administrativas denominadas condados (län), e estas por sua vez em 290 municípios (kommun).

As 25 províncias históricas
Os 21 condados
As 290 comunas

## Economia

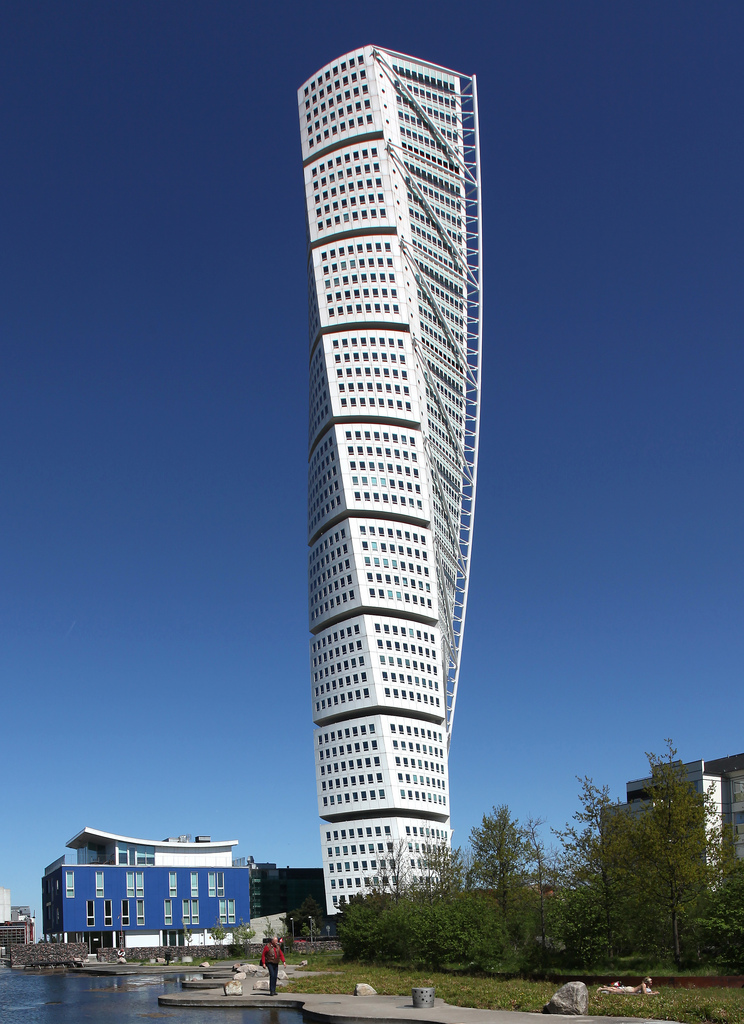
Arranha-céu Turning Torso, na cidade sueca de Malmö

Principais produtos de exportação da Suécia em 2019

A Suécia é uma economia mista orientada para a exportação com um sistema de distribuição moderno, excelente comunicação interna e externa e uma força de trabalho qualificada. Hidrelétricas, madeira e minério de ferro constituem a base de recursos de uma economia fortemente orientada para o comércio exterior. O setor de engenharia da Suécia responde por 50% da produção e das exportações. As indústrias de telecomunicações, automobilística e farmacêuticas também são de grande importância para a economia do país. A agricultura representa 2% do PIB e do emprego.
Em termos de estrutura, a economia sueca é caracterizada por uma grande indústria transformadora intensiva em conhecimento e orientada para a exportação, um crescente, mas relativamente pequeno, setor de serviços de negócios, e, pelas normas internacionais, um grande setor de serviço público. Grandes organizações, tanto em manufatura quanto em serviços, dominam a economia da Suécia.
As 20 maiores (por volume de negócios em 2007) empresas registradas na Suécia são a Volvo, Ericsson, Vattenfall, Skanska, Sony Ericsson Mobile Communications AB, SCA, Electrolux, IKEA, Volvo Personvagnar, TeliaSonera, Sandvik, Scania, ICA, Hennes & Mauritz, Nordea, Preem, Atlas Copco, Securitas, Nordstjernan e SKF. A indústria sueca está, na sua esmagadora maioria, sob controle privado, ao contrário de outros países ocidentais industrializados, como a Áustria e a Itália, onde as empresas públicas têm tradicionalmente maior importância.
Cerca de 4,5 milhões de habitantes do país estão trabalhando, dos quais cerca de um terço possui ensino superior. O PIB por hora trabalhada é o 9º mais alto do mundo, sendo de 31 dólares em 2006, comparado aos 22 de dólares na Espanha e 35 dólares nos Estados Unidos. O PIB por hora trabalhada tem um crescimento de 2,5% ao ano para a economia como um todo e o crescimento da produtividade do comércio é de 2%. Segundo a OCDE, a desregulamentação, a globalização e o crescimento do setor de tecnologia foram os condutores de produtividade. A Suécia é líder mundial em pensões privatizadas e os problemas de fundos de pensões são relativamente pequenos em comparação com os de outros países da Europa Ocidental.
Um típico trabalhador sueco recebe 40% de sua renda após os descontos feitos pelos impostos. A carga tributária, que teve um pequeno declínio total, 51,1% do PIB em 2007, ainda é quase o dobro da dos Estados Unidos ou da Irlanda. A quota de empregos financiados através dos montantes de imposto de renda respondem por um terço da força de trabalho sueca, uma proporção bastante maior que na maioria dos outros países. Globalmente, o crescimento econômico tem ocorrido desde as reformas no início dos anos 1990, especialmente no setor industrial.

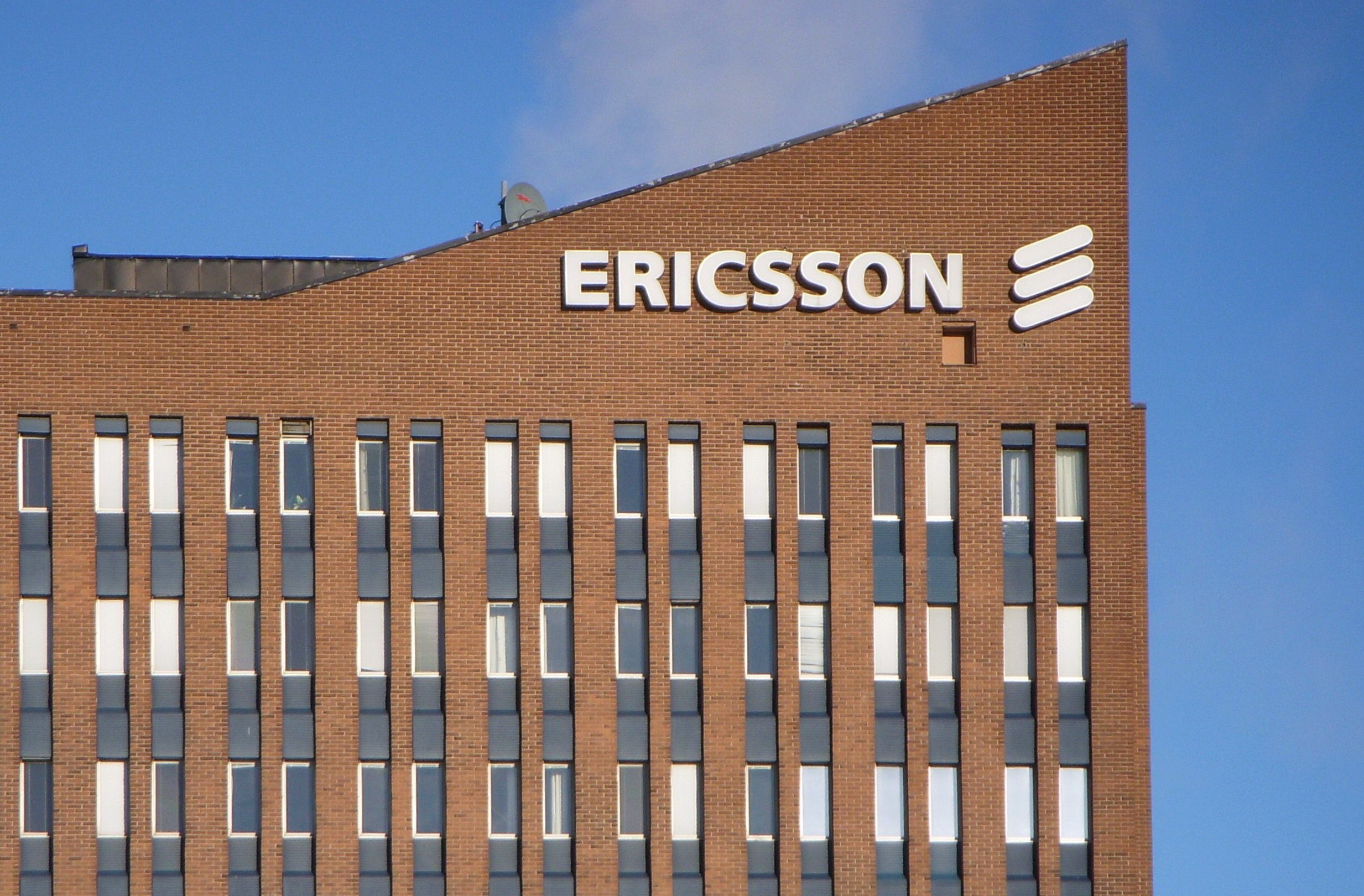
Edifício da Ericsson em Estocolmo

O Fórum Econômico Mundial classificou a Suécia como a 4ª economia mais competitiva do mundo no Índice de Competitividade Mundial de 2009–2010. No Índice de Competitividade Global de 2010–2011, a Suécia subiu duas posições e ocupa agora o segundo lugar no mundo. O país é classificado em 6º lugar no Anuário de Competitividade IMD de 2009, alta pontuação em termos de eficiência do setor privado. Segundo o livro, "The Flight of the Creative Class", pelo economista estadunidense, Professor Richard Florida, da Universidade de Toronto, a Suécia é classificada como tendo a melhor da criatividade na Europa para os negócios e está prevista para se tornar um "ímã" talentos para a maioria dos trabalhadores mais significativos do mundo. O livro elaborou um índice para medir o tipo de criatividade que alega ser mais útil ao talento nos negócios, tecnologia e tolerância.
A Suécia mantém a sua própria moeda, a coroa sueca (SEK), resultado da rejeição dos suecos ao euro em um referendo. O Riksbank sueco (banco central) — fundado em 1668, o que o torna o mais antigo banco central do mundo — está concentrado na estabilidade de preços com uma meta de inflação de 2%. Entre 1830 e 1902, vigorou no país o sistema bancário livre, onde instituições financeiras emitiam moeda privada. De acordo com a Economic Survey of Sweden 2007 pela OCDE, a inflação média na Suécia foi uma das mais baixas entre os países europeus desde meados da década de 1990, principalmente por causa da desregulamentação e utilização rápida da globalização. Os fluxos de comércio são maiores com a Alemanha, Estados Unidos, Noruega, Reino Unido, Dinamarca e Finlândia.

## Infraestrutura

### Ciência e tecnologia

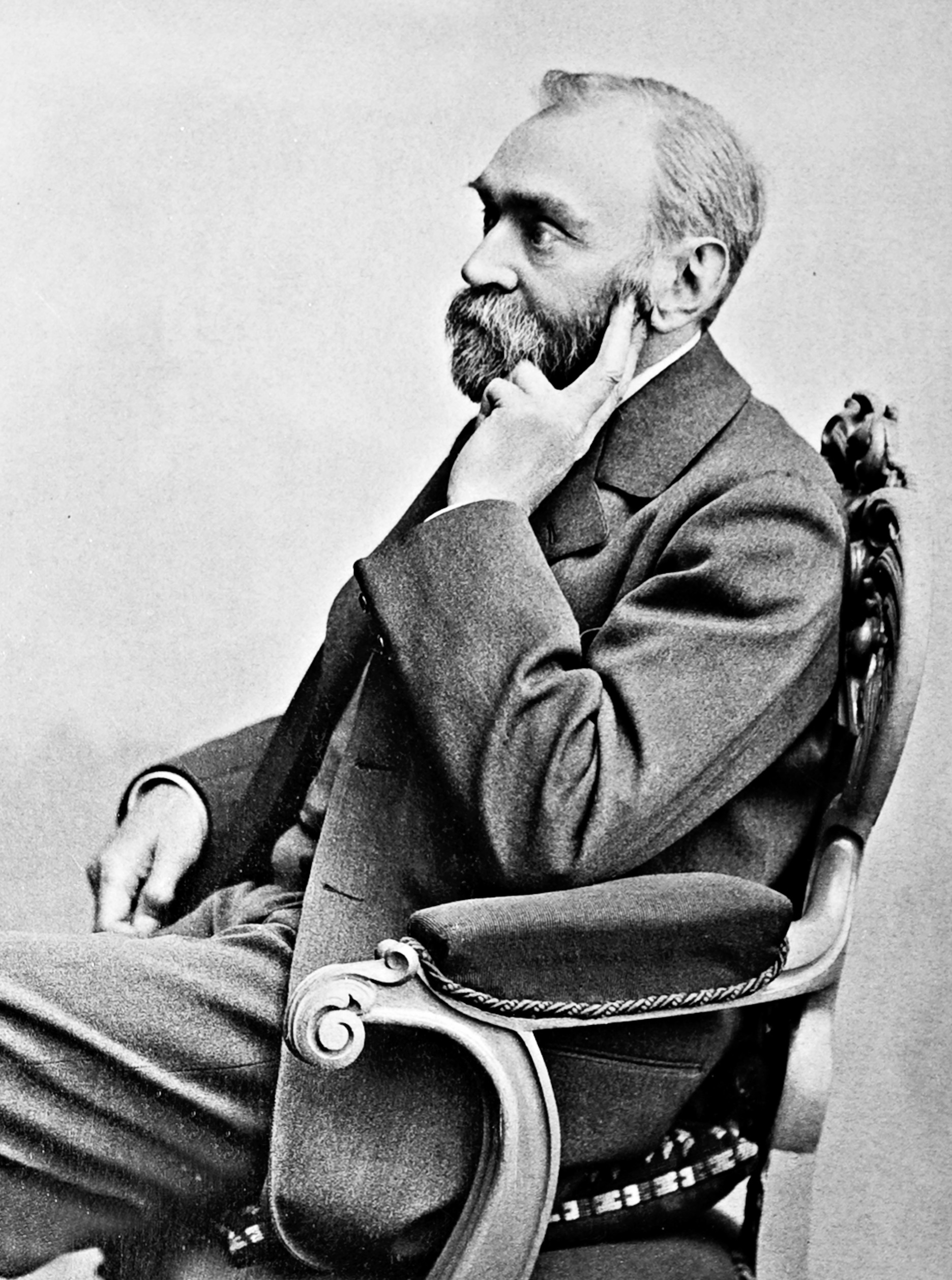
Alfred Nobel, inventor da dinamite e instituidor do Prêmio Nobel

Sendo um país industrial avançado, a pesquisa e desenvolvimento desempenha um papel fundamental para o crescimento econômico, bem como para a sociedade em geral. Ao todo, os setores privado e público na Suécia investem cerca de 4% do PIB à pesquisa e desenvolvimento (P&D) por ano, o que torna a Suécia um dos países que mais investem em P&D em termos de percentagem do PIB. O padrão de pesquisa sueco é alto e o país é líder mundial em diversos campos. A Suécia lidera a Europa em estatísticas comparativas em termos de investimentos em pesquisa como em percentagem do PIB, bem como no número de trabalhos e publicações científicas per capita.
No século XVIII a revolução científica da Suécia decolou. Anteriormente, o progresso técnico vinha principalmente da Europa continental. Em 1739, a Academia Real das Ciências da Suécia foi fundada, com pessoas como Carlos Lineu e Anders Celsius como membros iniciais. A partir da década de 1870, foram criadas empresas de engenharia a um nível incomparável e engenheiros tornaram-se heróis da época. Muitas das empresas fundadas pelos pioneiros ainda permanecem como grandes marcas internacionais. Gustaf Dalén fundou a AGA e recebeu o Prêmio Nobel por sua válvula solar. Alfred Nobel inventou a dinamite e instituiu o Prêmio Nobel. Lars Magnus Ericsson começou a empresa que leva o seu nome, a Ericsson, sendo ainda uma das maiores empresas de telecomunicações do mundo. Jonas Wenström foi um dos pioneiros em corrente alternada e é, juntamente com o inventor sérvio Nikola Tesla creditado como um dos inventores do sistema trifásico.
A indústria da engenharia tradicional ainda é a principal fonte das invenções e inovações suecas, mas as indústrias farmacêutica, eletrônica e outras de alta tecnologia estão ganhando terreno. A Tetra Brik, embalagem da Tetra Pak, foi uma invenção para armazenar alimentos líquidos feita por Erik Wallenberg. O Losec, um medicamento para úlcera, foi a droga mais vendida do mundo na década de 1990 e foi desenvolvida pela AstraZeneca. Mais recentemente Håkan Lans inventou o Sistema de Identificação Automática, um padrão mundial para o transporte naval e para a aviação civil. Uma grande parte da economia sueca é hoje baseada na exportação de invenções técnicas e muitas das grandes multinacionais da Suécia têm suas origens na engenhosidade dos inventores suecos. Os inventores suecos detinham um total de 33 523 patentes nos Estados Unidos em 2007, de acordo com o United States Patent and Trademark Office. Como uma nação, apenas outros dez países detêm mais patentes do que a Suécia.

### Transporte e energia

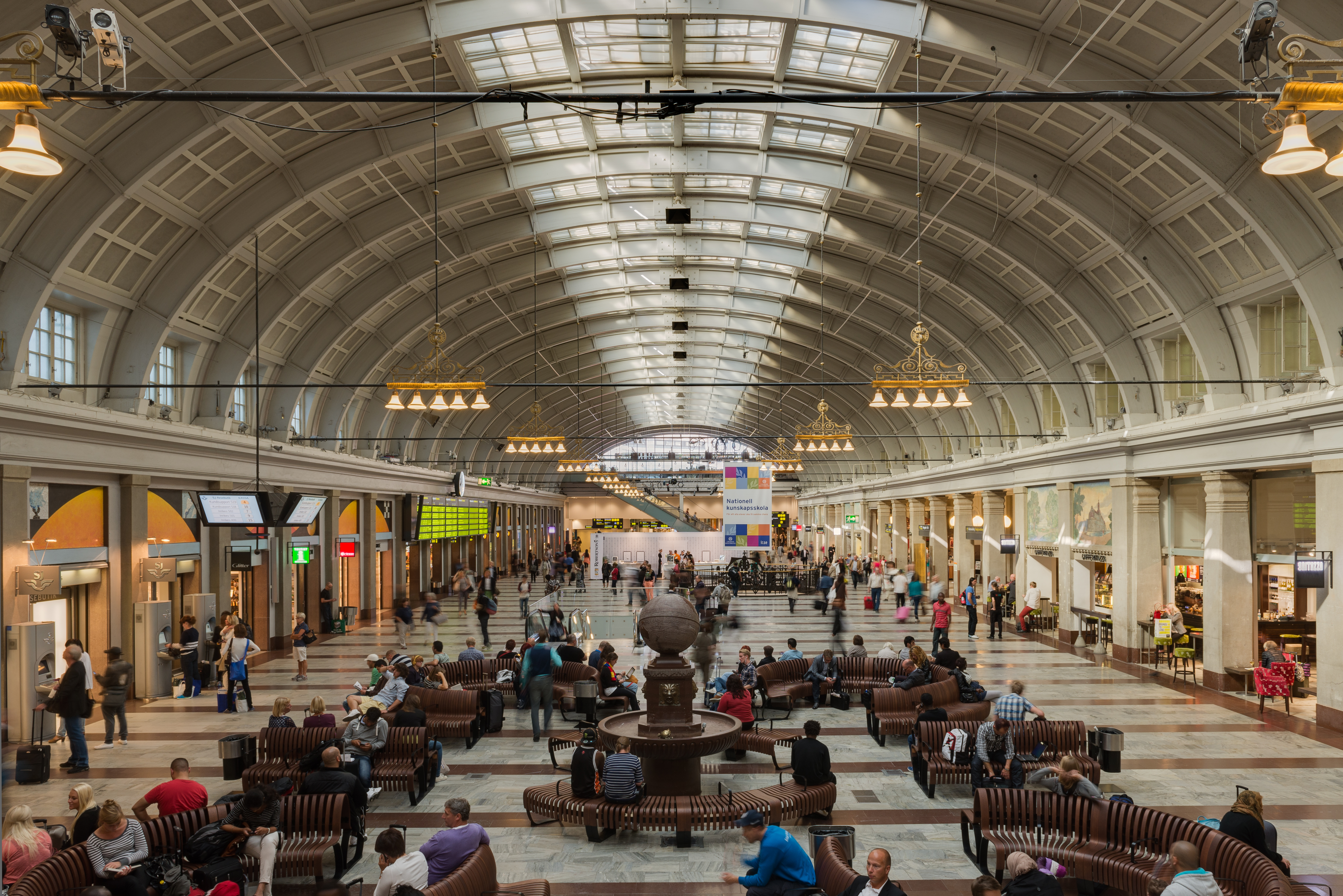
Estação Central de Estocolmo

O mercado de energia da Suécia é em grande parte privatizado. Em 2006, com uma produção total de electricidade de 139 TWh, a eletricidade produzida em hidrelétricas respondiam por 61 TWh (44%) e a energia nuclear por 65 TWh (47%). Ao mesmo tempo, o uso dos biocombustíveis, turfa, etc., produziram 13 TWh (9%) de energia elétrica, enquanto a energia eólica produziu 1 TWh (1%). A Suécia é um importador líquido de eletricidade por uma margem de 6 TWh. A biomassa é usada principalmente para produzir calor para calefação e processos industriais.
Ao mesmo tempo, a Suécia propôs o banimento de automóveis movidos a gasolina e outros combustíveis fósseis, até 2025.
Em 2021, a Suécia tinha, em energia elétrica renovável instalada, 16 406 MW em energia hidroelétrica (15º maior do mundo), 12 080 MW em energia eólica (10º maior do mundo), 1 577 MW em energia solar (36º maior do mundo), e 3 565 MW em biomassa.
A crise do petróleo de 1973 fortaleceu o compromisso da Suécia em reduzir a dependência de combustíveis fósseis importados. Desde então, a eletricidade foi gerada principalmente a partir de hidrelétricas e energia nuclear. No entanto, o uso da energia nuclear tem sido limitado. Entre outros fatores, o acidente da usina nuclear Three Mile Island nos Estados Unidos levou o parlamento sueco a proibir novas usinas nucleares. Em março de 2005, uma sondagem mostrou que 83% da população apoiava a manutenção ou o aumento de energia nuclear. Os políticos fizeram anúncios do Programa de Independência do Petróleo na Suécia, a diminuição do uso da energia nuclear e investimentos multibilionários em energias renováveis e eficiência energética. O país, durante muitos anos, prosseguiu com uma estratégia de impostos indiretos, como instrumento de política ambiental, incluindo impostos sobre a energia em geral e sobre o dióxido de carbono em particular.

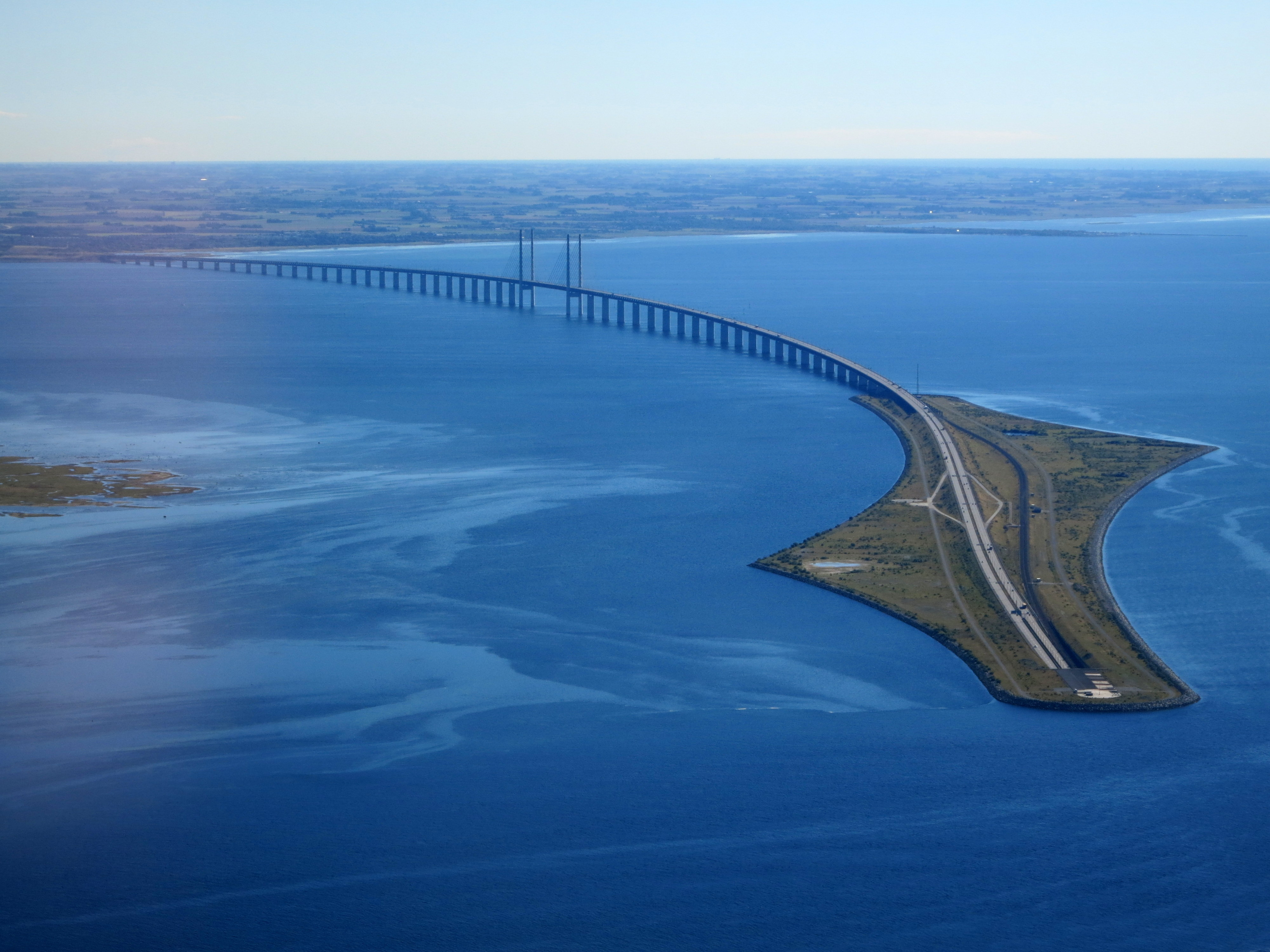
A Ponte de Öresund entre Malmo e Copenhague (Dinamarca)

A Suécia tem 162 707 km de estradas pavimentadas e 1 428 km de vias expressas. Autoestradas atravessam a Suécia, a Dinamarca e sobre a Ponte de Öresund para Estocolmo, Gotemburgo, Uppsala e Uddevalla. O sistema de autoestradas ainda está em construção e uma nova autoestrada de Uppsala até Gävle foi concluída em 17 de outubro de 2007. A Suécia tinha o sentido de circulação do lado esquerdo do tráfego (Vänstertrafik em sueco) desde cerca de 1736 e continuou a fazê-lo até ao século XX. Os eleitores rejeitaram a circulação pela direita em 1955, mas, depois da legislação aprovada em 1963 pelo Riksdag, a mudança ocorreu em 1967, evento conhecido na Suécia como Dagen H.
O mercado do transporte ferroviário é privatizado, mas enquanto há muitas empresas privadas, muitas operadoras ainda são do Estado ou dos municípios. Os operadores incluem a SJ, Veolia Transport, Grupo Connex, Green Cargo, Tågkompaniet, Inlandsbanan e várias empresas regionais. A maioria das estradas de ferro são de propriedade e operadas pela Banverket.
Os maiores aeroportos incluem o Aeroporto de Estocolmo-Arlanda (17,91 milhões de passageiros em 2007), 40 km ao norte de Estocolmo, o Aeroporto de Gotemburgo-Landvetter (4,3 milhões de passageiros em 2006) e o Aeroporto de Estocolmo-Skavsta (2,0 milhões de passageiros). A Suécia abriga os maiores portos privados da Escandinávia: o Porto de Gotemburgo e o Porto de Malmö.

### Educação

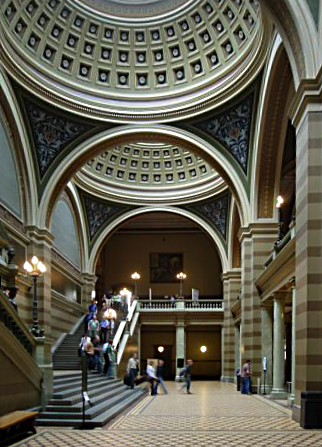
Universidade de Uppsala, fundada em 1477

O sistema educativo da Suécia está baseado em quatro pilares: a pré-escola (förskola), a escola (skola), o ensino superior (högre utbildning) e o ensino de adultos (vuxenutbildning). Por força de lei, a educação é obrigatória para crianças entre 7 e 15 anos. O ano letivo na Suécia vai de meados de agosto a meados de junho. O ano escolar sueco é dividido em dois períodos, sendo que do feriado de Natal (meados de dezembro) ao início de janeiro marca essa divisão.
Crianças de 1–5 anos de idade têm lugar garantido em uma creche pública (em sueco: förskola ou, coloquialmente, dagis). Entre as idades de 6 e 16, as crianças frequentam a escola obrigatória. No Programa Internacional de Avaliação de Alunos (PISA), os alunos suecos de 15 anos de idade têm pontuação próxima da média da OCDE. Depois de completar o 9º ano, cerca de 90% dos alunos continuam os estudos em um ensino secundário (ginásio) de três anos de duração, o que pode levar a um trabalho de qualificação ou a elegibilidade de entrada para a universidade. O sistema escolar é em grande parte financiado pelos impostos.
O governo sueco trata escolas públicas e privadas igualmente, através da introdução da verificação do ensino em 1992 como um dos primeiros países do mundo, depois dos Países Baixos. Qualquer pessoa pode estabelecer uma escola sem fins lucrativos e o município deve pagar às novas escolas a mesma quantidade das escolas municipais. Esse sistema vem sofrendo fortes críticas devido a queda de desempenho dos alunos suecos desde que ele foi implementado. Por exemplo, entre 2000 e 2012, as pontuações da Suécia no PISA (Programa Internacional de Avaliação de Estudantes) caíram mais acentuadamente do que as de qualquer outro país participante. A merenda escolar é gratuita para todos os alunos na Suécia e normalmente inclui um ou dois tipos diferentes de pratos quentes, uma refeição vegetariana, buffet de saladas, frutas, leite, pão e água.
Existem várias universidades e faculdades na Suécia, das quais as mais antigas e maiores se situam em Uppsala, Lund, Gotemburgo e Estocolmo. Em 2000, 32% dos suecos possuíam um diploma de ensino superior, tornando o país o 5º na OCDE nesta categoria. Apenas Canadá, Estados Unidos, Irlanda e Japão têm níveis mais elevados de diplomados no ensino superior. Juntamente com vários outros países europeus, o governo também subsidia mensalidades de estudantes internacionais buscando um diploma em instituições suecas, embora uma recente lei aprovada no Parlamento sueco vá limitar essa subvenção aos estudantes dos países do Espaço Econômico Europeu e da Suíça.

### Saúde
O Sistema de Saúde na Suécia é principalmente fundado pelo governo, universal para todos os cidadãos e descentralizado, embora o sistema de saúde privado também exista. O Sistema de Saúde na Suécia é financiado primariamente por taxas arrecadadas pelos conselhos dos condados e das municipalidades. Um total de 21 conselhos é responsável pela saúde primária e de hospitais. Saúde privada é rara na Suécia, e até essas instituições trabalham mandatoriamente para os conselhos.

## Cultura

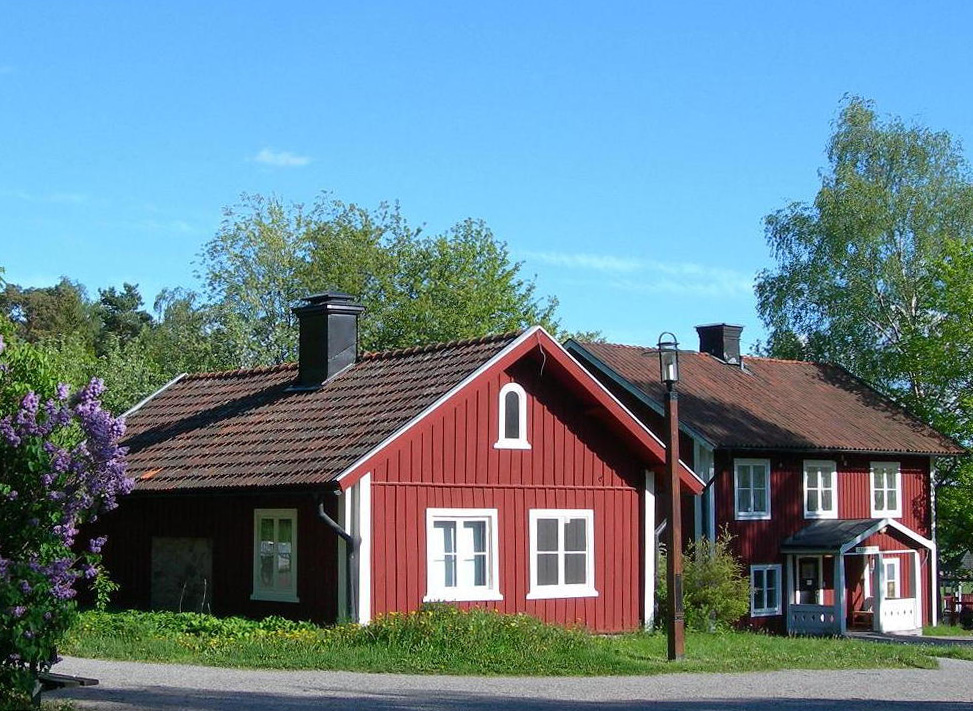
Casa rural tradicional sueca

A Suécia tem muitos autores de reconhecimento mundial, incluindo August Strindberg, Astrid Lindgren e os Prêmio Nobel Selma Lagerlöf e Harry Martinson. No total, sete Prêmios Nobel de Literatura foram dados a suecos. Os artistas mais conhecidos do país são pintores como Carl Larsson e Anders Zorn, e os escultores Johan Tobias Sergel e Carl Milles.
A cultura sueca do século XX é notável pelos trabalhos pioneiros de Mauritz Stiller e Victor Sjöström nos primórdios do cinema. No período entre as décadas de 1920 e 1980, o cineasta Ingmar Bergman e as atrizes Greta Garbo e Ingrid Bergman tornaram-se pessoas internacionalmente notáveis dentro do cinema. Mais recentemente, os filmes de Lukas Moodysson e Lasse Hallström têm recebido reconhecimento internacional. Destaca-se também os trabalhos de atores como Greta Garbo, Ingrid Bergman, Dolph Lundgren e Anita Ekberg e Alexander Skarsgård.
Ao longo dos anos 1960 e 1970, a Suécia foi vista como um país líder internacional no que hoje é conhecido como a "revolução sexual", sendo a igualdade de género particularmente promovida. Atualmente, o número de pessoas solteiras no país é um dos mais altos do mundo. O primeiro filme sueco I Am Curious (Yellow) (1967) refletiu uma visão liberal da sexualidade, incluindo cenas de sexo que chamaram a atenção internacional e introduziram o conceito do "pecado sueco".
A Suécia tornou-se também muito liberal em relação à homossexualidade, como se reflete na aceitação popular de filmes como Amigas de Colégio, sobre duas jovens lésbicas na pequena cidade sueca de Åmål. Desde 1 de maio de 2009, a Suécia revogou suas leis de "parceria registrada", substituindo-as pelo casamento entre pessoas do mesmo sexo. A Suécia também oferece parcerias domésticas tanto para pessoas do mesmo sexo quanto para casais do sexo oposto. A coabitação (sammanboende) por casais de todas as idades, inclusive adolescentes, bem como casais de idosos, é generalizada. Recentemente, a Suécia está experimentando um "baby boom". A literatura da Suécia é também vibrante e ativa, sendo a Suécia o terceiro país com maior número de vencedores de Prêmio Nobel na literatura. O teatro sueco tem um dos maiores nomes da dramaturgia, de todos os tempos, August Strindberg.

### Música

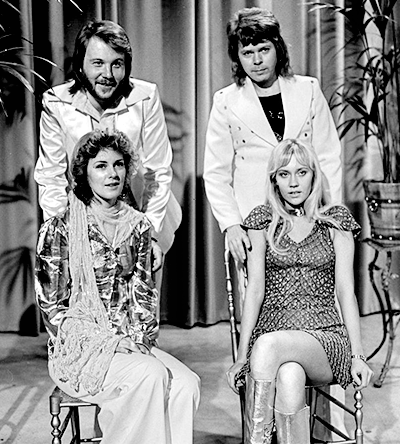
O grupo de música pop sueco ABBA obteve grande sucesso mundial, principalmente durante os anos 1970 e 1980

No pop destacam-se Marie Fredriksson, Per Gessle (do Roxette), Carola, Tove Lo e Zara Larsson. O ABBA foi uma das primeiras bandas de música pop da Suécia que foi conhecida internacionalmente, e ainda está entre as bandas mais proeminentes do mundo, com cerca de 370 milhões de discos vendidos, se tornando a segunda maior banda do mundo e o grupo que fez mais sucesso nos anos 1970. Com o ABBA, a música pop sueca ganhou destaque internacional. O grupo venceu também o Festival Eurovisão da Canção em 1974 com o êxito "Waterloo".
O heavy metal é um gênero musical que se tornou muito popular durante a década de 1980 e 1990, destacando-se o subgênero death metal. As principais bandas são Europe, Yngwie Malmsteen, John Norum, Hammerfall, Ghost, Opeth, In Flames, Candlemass, Bathory, Arch Enemy e Sabaton.
O país venceu o Festival Eurovisão da Canção por 6 vezes sendo o 2º país com mais vitórias, atrás da Irlanda com 7. A última vitória obtida foi em 2015 através de Mans Zelmerlöw com a música "Heroes". Têm ainda a 2ª música mais pontuada de sempre do eurofestival, "Euphoria" da Loreen, vencedora em 2012.
A Suécia possui grande destaque no cenário internacional da música eletrônica, sendo o lar de artistas renomados como Avicii, Alesso, Eric Pryds e o trio Swedish House Mafia formado por Axwell, Sebastian Ingrosso e Steve Angello, que também obtiveram sucesso solo e firmaram outras parcerias de destaque.

### Esportes

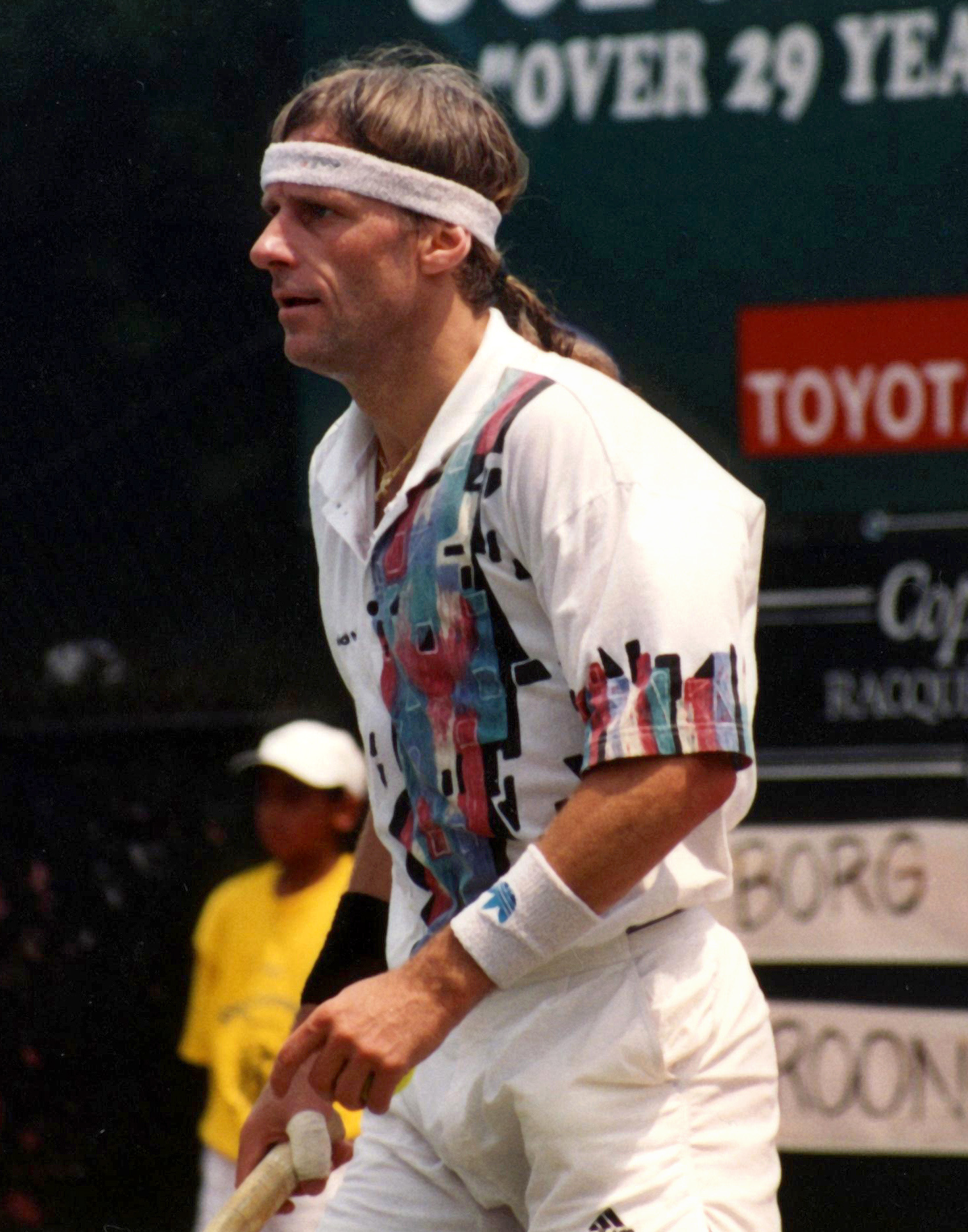
Björn Borg

A Suécia já sediou os Jogos Olímpicos de Verão de 1912, em Estocolmo; e as provas de hipismo dos Jogos Olímpicos de Verão de 1956, realizados em Melbourne, Austrália.
Nos Jogos Olímpicos de Verão, até 2008 a Suécia conquistou 469 medalhas (139 de ouro), principalmente nas lutas, no atletismo, no hipismo, tiro e canoagem. Já nos Jogos de Inverno, até 2010 conquistou 135 medalhas (51 de ouro), principalmente no esqui cross-country e na patinação de velocidade.
O atletismo vem tendo a popularidade aumentada devido aos sucessos recentes nos últimos anos de atletas como Carolina Klüft, Stefan Holm, Christian Olsson, Patrik Sjöberg, Johan Wissman e Kajsa Bergqvist. A Suécia também vem apresentando bons resultados na natação, com atletas como Arne Borg, Gunnar Larsson, Anders Holmertz, Stefan Nystrand, Sarah Sjöström e Therese Alshammar.
A Suécia tem tradição no futebol. No masculino, a Suécia sediou a Copa do Mundo FIFA de 1958, onde obteve sua melhor colocação até o momento: o vice-campeonato mundial. E no feminino, sediou a Copa do Mundo de Futebol Feminino de 1995; sua melhor colocação foi o vice-campeonato mundial em 2003. A seleção sueca de futebol sub-21 masculina alcançou também o 1º lugar no Campeonato Europeu Sub-21 em 2015, vencendo na final a seleção portuguesa de sub-21 nos pênaltis após empate a 0–0 no final do prolongamento.
Outro esporte de tradição na Suécia é o tênis. A Suécia já teve 3 tenistas número 1 do mundo: Björn Borg, Mats Wilander e Stefan Edberg. Além disso, a Suécia já conquistou 7 vezes a Copa Davis: em 1975, 1984, 1985, 1987, 1994, 1997 e 1998.
De 1973 a 1978, a Suécia também integrou o calendário da F1 com o Autódromo de Anderstorp (Scandinavian Raceway). Entre os suecos de maior destaque na categoria estão Ronnie Peterson e Gunnar Nilsson. Destacam-se ainda os futebolistas Henrik Larsson e Zlatan Ibrahimović, a esquiadora Anja Paerson, a golfista Annika Sörenstam e o halterofilista Magnus Samuelsson.

### Feriados e dias festivos
| Data                        | Nome em português                | Nome sueco             | Observações               |
| --------------------------- | -------------------------------- | ---------------------- | ------------------------- |
| 1 de janeiro                | Ano Novo                         | Nyårsdagen             |                           |
| 6 de janeiro                | Dia dos Reis                     | Trettondedag jul       |                           |
| móvel                       | Sexta-feira Santa                | Långfredagen           |                           |
| móvel                       | Páscoa                           | Påskdagen*             |                           |
| móvel                       | Segundo Dia de Páscoa            | Annandag påsk          |                           |
| 1 de maio                   | Dia do trabalhador               | Första maj             |                           |
| móvel                       | Ascensão de Cristo               | Kristi himmelfärds dag | 40 dias após a Páscoa     |
| móvel                       | Pentecostes                      | Pingstdagen            |                           |
| 6 de junho                  | Dia Nacional                     | Nationaldagen          |                           |
| Último sábado de junho      | Celebração do solstício de Verão | Midsommardagen*        | Ligado ao dia de São João |
| Primeiro sábado de novembro | Dia de Todos-os-Santos           | Alla helgons dag       |                           |
| 13 de dezembro              | Dia de Santa Luzia               | Lucia                  |                           |
| 25 de dezembro              | Natal                            | Juldagen               |                           |
| 26 de dezembro              | Segundo Dia de Natal             | Annandag jul           |                           |

*normalmente celebrados no dia anterior, que é também considerado feriado